# Nurbjergene
Nurbjergene (tyrkisk: Nur Dağları, "Det hellige lys' bjerge"), det antikke Amanus (oldgræsk: Ἁμανός), er en bjergkæde i Hatayprovinsen i det sydøstlige Tyrkiet, som løber nogenlunde parallelt med İskenderunbugten.
Nurbjergene udgår fra den østlige ende af Taurusbjergene og forløber i sydvestlig retning. Bjergkæden strækker sig langs Middelhavets kyst ned til Libanon. Det højeste bjerg i bjergkæden er Bozdağ (Daz Dağı) med 2.240 meter over havet. Bjergene kaldes også for Gâvur Dağları, dvs. "De vantros Bjerge", da de indtil Det armenske folkedrab var et kristent område.
Et stort pas gennem bjergene er kendt som de Syriske Porte. Det ligger i nærheden af byen Belen. Et andet pas, som kaldes Bahçe Passet ligger længere mod nord.
Havnebyen İskenderun ligger ved bjergkædens vestlige fod. Tidligere var denne en stor Karavanserai (karavanestation) på den gamle handelsvej fra Lilleasien til Syrien. De østlige og vestlige skråninger af bjerkæden består af en kerne af palæozoisk skifer med en kappe af kalk. I denne del af bjergkæden finder man spredte rester af jernminer.